# Tenthredo amurica
Tenthredo amurica är en stekelart som beskrevs av Dalla Torre 1894. Tenthredo amurica ingår i släktet Tenthredo, och familjen bladsteklar. Enligt den finländska rödlistan är arten nationellt utdöd i Finland. Arten är reproducerande i Sverige. Artens livsmiljö är skogar.